# Liste der naturräumlichen Einheiten in Hessen
Diese Liste der naturräumlichen Einheiten in Hessen gibt die naturräumlichen Einheiten höherer Ordnung wieder, soweit sie ganz oder teilweise auf dem Gebiet Hessens liegen. Sie beruht auf der naturräumlichen Gliederung für Deutschland, wie sie ab den 1950er Jahren im Handbuch der naturräumlichen Gliederung Deutschlands vorgestellt wurde und  in den Jahren bis 1972 in Einzelblättern 1:200.000 verfeinert.
Diese Gliederung wurde 1988 im Werk Die Naturräume Hessens auf Hessen bezogen von Otto Klausing derart überarbeitet, dass die Einheitengrenzen an den zum Teil unvereinbaren Einzelblättern 1:200.000 stimmig wurden.
Die naturräumlichen Haupteinheiten gliedern sich weiter auf in Unter-, Teil- und Grundeinheiten, das Schema der Gliederung ist:
- Großregion 2. Ordnung (zum Beispiel Rheinisches Schiefergebirge)
  - Eine Ebene tiefer folgt die zweistellige Haupteinheitengruppe (z. B. Taunus)
    - Es folgt die dreistellige Haupteinheit (z. B. Östlicher Hintertaunus)
      - usw. (Nachkommastellen)
        - Singularitäten ohne Nummer – eine gesonderte Aufstellung aller Singularitäten Hessens findet sich hier

Alle folgenden Flächenangaben in km² beziehen sich auf den im Bundesland vorliegenden Anteil. Keine Haupteinheitengruppe liegt komplett in Hessen; Haupt- und Untereinheiten, die nur zum Teil in Hessen liegen, haben einen Stern (*) hinter der Flächenangabe.

## Übersicht über die Haupteinheiten
Vorab eine Übersicht über alle in Hessen vertretenen Haupteinheiten, deren Fläche der Übersicht halber auf ganze Quadratkilometer gerundet ist (genauere und detailliertere Angaben finden sich unten).
- Südwestdeutsches Schichtstufenland
  - 14 Odenwald, Spessart und Südrhön (Hessisch-Fränkisches Bergland)
    - 140 Südrhön (8 km²)*
    - 141 Sandstein-Spessart (532 km²)*
    - 142 Vorderer Spessart (15 km²)*
    - 143 Büdinger Wald (202 km²)
    - 144 Sandsteinodenwald (667 km²)*
- Oberrheinisches Tiefland
  - 22 Nördliches Oberrheintiefland
    - 222 Nördliche Oberrheinniederung (198 km²)*
    - 225 Hessische Rheinebene (494 km²)*
    - 226 Bergstraße (39 km²)*

  - 23 Rhein-Main-Tiefland
    - 230 Messeler Hügelland (173 km²)
    - 231 Reinheimer Hügelland (161 km²)
    - 232 Untermainebene (1046 km²)*
    - 233 Büdingen-Meerholzer Hügelland (324 km²)
    - 234 Wetterau (540 km²)
    - 235 Main-Taunusvorland (321 km²)
    - 236 Rheingau (75 km²)
    - 237 Ingelheimer Rheinebene (27 km²)*
- Rheinisches Schiefergebirge
  - 29 Mittelrheingebiet
    - 290 Oberes Mittelrheintal (23 km²)*

  - 30 Taunus
    - 300 Vortaunus (219 km²)
    - 301 Hoher Taunus (315 km²)
    - 302 Östlicher Hintertaunus (826 km²)
    - 303 Idsteiner Senke (83 km²)
    - 304 Westlicher Hintertaunus (470 km²)*

  - 31 Gießen-Koblenzer Lahntal
    - 311 Limburger Becken (232 km²)*
    - 312 Weilburger Lahntalgebiet (62 km²)

  - 32 Westerwald
    - 320 Gladenbacher Bergland (7799 km²)*
    - 321 Dilltal (171 km²)*
    - 322 Hoher Westerwald (113 km²)*
    - 323 Oberwesterwald (345 km²)*
    - 324 Niederwesterwald (8 km²)*

  - 33 Süderbergland (Bergisch-Sauerländisches Gebirge)
    - 331 Siegerland (0 km²)*
    - 332 Ostsauerländer Gebirgsrand (525 km²)*
    - 333 Rothaargebirge (mit Hochsauerland) (162 km²)
- Hessisch-Niedersächsisches Bergland
  - 34 Westhessisches Bergland
    - 3401 Waldecker Gefilde (226 km²)*
    - 3402 Waldecker Wald (292 km²)
    - 341 Ostwaldecker Randsenken (472 km²)*
    - 342 Habichtswälder Bergland (209 km²)
    - 343 Westhessische Senke (1037 km²)*
    - 344 Kellerwald (346 km²)
    - 345 Burgwald (494 km²)
    - 346 Oberhessische Schwelle (449 km²)
    - 347 Amöneburger Becken (137 km²)
    - 348 Marburg-Gießener Lahntal (394 km²)
    - 349 Vorderer Vogelsberg (568 km²)

  - 35 Osthessisches Bergland
    - 350 Unterer Vogelsberg (1246 km²)
    - 351 Hoher Vogelsberg (327 km²)
    - 352 Fuldaer Senke (294 km²)
    - 353 Vorder- und Kuppenrhön (mit Landrücken) (878 km²)
    - 354 Hohe Rhön (80 km²)*
    - 355 Fulda-Haune-Tafelland (835 km²)
    - 356 Knüll-Hochland (363 km²)
    - 357 Fulda-Werra-Bergland (1554 km²)*
    - 358 Unteres Werrabergland (324 km²)*
    - 359 Salzunger Werrabergland (62 km²)*

  - 36 Oberes Weserbergland
    - 360 Warburger Börde (52 km²)*
    - 361 Oberwälder Land (92 km²)*

  - 37 Weser-Leine-Bergland
    - 370 Solling, Bramwald und Reinhardswald (327 km²)*
    - 371 Sollingvorland (9 km²)*
    - 372 Leine-Ilme-Senke (11 km²)*
- Thüringer Becken (mit Randplatten)
  - 47/48 Thüringer Becken (mit Randplatten)
- 483 Nordwestliche Randplatten des Thüringer Beckens (Ringgau, Hainich, Obereichsfeld und Dün, Hainleite) (125 km²)*

## Südwestdeutsches Schichtstufenland

### 14Odenwald, Spessart und Südrhön(Hessisch-Fränkisches Bergland)
- 140 Südrhön (7,67 km²)*
  - 140.0 Gemünden-Zeitlofser Wald (4,76+2,91 km²)*
- 141 Sandsteinspessart (531,85 km²)*
  - 141.3 Südöstlicher Sandsteinspessart (52,53 km²)*
  - 141.5 Nördlicher Sandsteinspessart (378,46 km²)*
  - 141.6 Schlüchterner Becken (100,86 km²)
- 142 Vorderer Spessart (15,37 km²)*
  - 142.0 Hahnenkamm-Haidkopf-Höhenzug (13,84 km²)*
  - 142.1 Vorspessart (1,53 km²)*
    - 142.10 Kahlgrund (1,53 km²)*
- 143 Büdinger Wald (201,68 km²)
- 144 Sandsteinodenwald (667,39 km²)*
  - 144.3 Odenwald-Neckartal (14,22 km²)*
  - 144.6 Zentraler Sandsteinodenwald (Hinterer Odenwald) (653,17 km²)*
    - 144.60 Südlicher zertalter Sandsteinodenwald (Neckarseitentäler) (202,72 km²)*
    - 144.61 Östlicher zertalter Sandsteinodenwald (Mainseitentäler) (4,43 km²)*
    - 144.62 Beerfelder Platte (38,46 km²)
    - 144.63 Würzberger Platte (42,83+17,07 km²)*
    - 144.64 Sellplatte (91,12 km²)*
    - 144.65 Wegscheidekamm (72,57 km²)
    - 144.66 Mossausenke (41,16 km²)
    - 144.67 Eichelsberge (32,99 km²)
    - 144.68 Breuberg-Odenwald (34,80 km²)*
    - 144.69 Mümlingtal (75,02 km²)*
- 145 Vorderer Odenwald (506,71 km²)* 
  - 145.0 Melibocus-Odenwald (122,92 km²) 
    - 145.00 Melibocusmassiv (8,51 km²)
    - 145.01 Frankensteinmassiv (6,94 km²)
    - 145.02 Hochstädter Senke (15,81 km²)
    - 145.03 Felsbergmassiv (10,70 km²)
    - 145.04 Neutscher Rücken (14,87 km²)
    - 145.05 Lautertal (15,57 km²)
    - 145.06 Oberes Modautal (20,99 km²)
    - 145.07 Unteres Modautal (Mühltal) (20,21 km²)
    - 145.08 Trautheimer Wald (5,68 km²)
    - 145.09 Darmstadt-Bessunger Rücken (3,64 km²)

  - 145.1 Eichelberg-Odenwald (42,28 km²)*
  - 145.2 Juchhöh-Odenwald (32,31 km²)*
  - 145.3 Weschnitztal (56,69 km²)*
  - 145.4 Tromm-Odenwald (68,76 km²)
  - 145.5 Krehberg-Odenwald (35,45 km²)
  - 145.6 Neunkircher-Höh-Odenwald (49,87 km²)
  - 145.7 Lichtenberger Höhen (26,39 km²)
  - 145.8 Gersprenztal (27,05 km²)
  - 145.9 Böllstein-Odenwald (44,99 km²)

## Oberrheinisches Tiefland

### 22Nördliches Oberrheintiefland
- 222 Nördliche Oberrheinniederung (198,10 km²)*
  - 222.0 Altneckar-Mündungsbruch (4,00 km²)
  - 222.1 Mannheim-Oppenheimer Rheinniederung (194,10 km²)*
- 225 Hessische Rheinebene (494,45 km²)*
  - 225.1 Käfertal-Viernheimer Sand (52,57 km²)*
  - 225.2 Lampertheimer Sand (50,64 km²)[15]
  - 225.3 Einhäuser Rinne (7,13 km²)
  - 225.4 Jägersburg-Gernsheimer Wald (59,47 km²)
  - 225.5 Riedhäuser Feld (69,91 km²)
  - 225.6 Neckarried (132,47 km²)*
    - 225.61 Südliches Neckarried (35,12+10,74 km²)*
    - 225.62 Mittleres Neckarried (40,44 km²)
    - 225.63 Nördliches Neckarried (32,59 km²)
    - 225.64 Groß-Gerauer Sand (13,58 km²)

  - 225.7 Pfungstadt-Griesheimer Sand (67,71 km²)
  - 225.8 Seeheimer Rinne (4,51 km²)
  - 225.9 Griesheim-Weiterstädter Sand (50,04 km²)
- 226 Bergstraße (39,06 km²)*
  - 226.4 Mittlere Bergstraße (24,35 km²)*
  - 226.5 Nördliche Bergstraße (4,37 km²)
  - 226.6 Eberstädter Becken (8,93 km²)
  - 226.7 Bessunger Hang (1,41 km²)

### 23Rhein-Main-Tiefland
- 230 Messeler Hügelland (171,58+1,81 km²)
  - Grube Messel (Singularität; 1,81 km²)
- 231 Reinheimer Hügelland (161,40 km²)
  - 231.0 Gersprenzgrund (8,99 km²)
  - 231.1 Reinheimer Becken (98,03 km²) 
    - 231.11 Roßdorf-Gundernhäuser Senke (16,77 km²)
    - 231.12 Westliche Reinheimer Buckel (33,65 km²)
    - 231.13 Südliche Reinheimer Buckel (15,58 km²)
    - 231.14 Östliche Reinheimer Buckel (32,03 km²)
    - 231.15 Zipfener Rücken (1,98 km²)

  - 231.2 Otzberger Randhügelland (16,36 km²)
  - 231.3 Kleine Bergstraße (38,02 km²)
- 232 Untermainebene (1045,50 km²)*
  - 232.0 Rhein-Main-Niederung (62,25 km²)*
    - 232.00 Bodenheimer Aue (7,01 km²)*
    - 232.01 Mainmündungsaue (6,05 km²)*
    - 232.02 Gustavsburger Terrasse (39,72 km²) 
      - 232.020 Ginsheimer Sand (11,98 km²)
      - 232.021 Rüsselsheimer Sand (27,74 km²)

    - 232.03 Hochheimer Mainaue (9,47 km²)

  - 232.1 Westliche Untermainebene (474,19 km²)
    - 232.10 Westliche Untermainniederung (95,32 km²)
      - 232.100 Flörsheim-Griesheimer Mainniederung (89,00 km²)
      - 232.101 Frankfurt-Sachsenhäuser Maindurchbruch (6,32 km²)

    - 232.11 Sachsenhausen-Offenbacher Rücken (23,11 km²)
    - 232.12 Kelsterbacher Terrasse (189,62 km²) 
      - 232.120 Mönchwald und Dreieich (182,31 km²)
      - 232.121 Mönchbruch (7,31 km²)

    - 232.13 Hegbach-Apfelbach-Grund (166,14 km²)

  - 232.2 Östliche Untermainebene (Hanau-Seligenstädter Senke) (509,06 km²)
    - 232.20 Östliche Untermainniederung (111,80 km²) 
      - 232.200 Fechenheim-Steinheimer Mainniederung (50,51 km²)
      - 232.201 Auheim-Kleinostheimer Mainniederung (61,29 km²)

    - 232.21 Wilhelmsbad-Wolfganger Flugsandgebiet (68,93 km²)
    - 232.22 Rodgau (205,68 km²)
      - 232.220 Steinheimer Terrasse (58,40 km²)
      - 232.221 Rodauniederung (21,96 km²)
      - 232.222 Heusenstammer Sand (74,52 km²)
      - 232.223 Dudenhofener Dünen- und Flugsandgebiet (50,80 km²)

    - 232.23 Dieburger Bucht (122,65 km²) 
      - 232.230 Gersprenzniederung (90,43 km²)
      - 232.231 Lettbusch (24,16 km²)
      - 232.232 Schaafheimer Rinne (2,06 km²)
- 233 Büdingen-Meerholzer Hügelland (323,93 km²)
  - 233.0 Ronneburger Hügelland (219,02 km²) 
    - 233.00 Ronneburger Bergrücken (152,25 km²)
    - 233.01 Ronneburger Hochfläche (66,77 km²)

  - 233.1 Gelnhäuser Kinzigtal (31,91 km²)
  - 233.2 Nordwestliches Spessartvorland (73,00 km²) 
    - 233.20 Meerholzer Hügelland (41,74 km²)
    - 233.21 Oberrodenbacher Hügelland (28,38 km²)
    - 233.22 Hahnenkammvorland (2,83 km²)
- 234 Wetterau (539,78 km²)
  - 234.0 Horloffsenke (120,47 km²) 
    - 234.00 Hungener Höhen (39,33 km²)
    - 234.01 Horloffniederung (81,14 km²)

  - 234.1 Münzenberger Rücken (111,32 km²)
  - 234.2 Nordwestliche Wetterau (90,46 km²)
    - 234.20 Butzbacher Becken (71,54 km²)
    - 234.21 Mörlener Bucht (18,92 km²)

  - 234.3 Südliche Wetterau (261,98 km²)
    - 234.30 Friedberger Wetterau (117,45 km²)
    - 234.31 Nidda-Aue (18,94 km²)
    - 234.32 Heldenbergener Wetterau (125,59 km²)

  - 234.4 Berger Rücken (Hohe Straße) (81,14 km²)
- 235 Main-Taunusvorland (321,38 km²)
  - 235.0 Wiesbadener Taunusvorland (129,26 km²)
    - 235.00 Wiesbadener Bucht (51,39 km²)
    - 235.01 Hochheimer Ebene (77,87 km²)

  - 235.1 Nordöstliches Main-Taunusvorland (169,04 km²)
  - 235.2 Homburger Bucht (23,08 km²)
- 236 Rheingau (75,25 km²)
- 237 Ingelheimer Rheinebene (26,85 km²)*
  - 237.0 Rheinaue (26,85 km²)*

## Rheinisches Schiefergebirge

### 29Mittelrheingebiet
- 290 Oberes Mittelrheintal (22,56 km²)*
  - 290.0 Binger Pforte (9,56 km²)*
  - 290.1 Bacharacher Tal (13 km²)*

### 30Taunus
- 300 Vortaunus (218,9 km²)
  - 300.0 Rheingau-Wiesbadener Vortaunus (47,04 km²)
    - 300.00 Rheingau-Vortaunus (28,00 km²)
    - 300.01 Wiesbadener Vortaunus (19,04 km²)

  - 300.1 Eppstein-Hornauer Vortaunus (101,66 km²)
    - 300.10 Eppsteiner Horst (82,98 km²)
    - 300.11 Hornauer Bucht (18,68 km²)

  - 300.2 Altkönig Vorstufe (48,49 km²)
    - 300.20 Königsteiner Taunusfuß (18,29 km²)
    - 300.21 Kronberger Taunusfuß (30,20 km²)

  - 300.3 Homburger Vortaunus (21,71 km²)
- 301 Hoher Taunus (314,92 km²)
  - 301.0 Niederwald (12,87 km²)
  - 301.1 Rheingaugebirge (76,47 km²)
  - 301.2 Wiesbadener Hochtaunus (71,43 km²)
  - 301.3 Feldberg-Taunuskamm (96,95 km²)
  - 301.4 Winterstein-Taunuskamm (45,80 km²)
  - 301.5 Nauheimer Taunussporn (11,40 km²)
- 302 Östlicher Hintertaunus (825,66 km²)
  - 302.0 Wetzlarer Hintertaunus (165,88 km²)
  - 302.1 Weilburger Hintertaunus (mit Edelsberger Platte) (131,80 km²)
  - 302.2 Bodenroder Kuppen (52,70 km²)
  - 302.3 Hasselbacher Hintertaunus (169,83 km²)
  - 302.4 Münster-Maibach-Schwelle (26,30 km²)
  - 302.5 Usinger Becken (87,50 km²)
  - 302.6 Pferdskopf-Taunus (81,47 km²)
  - 302.7 Steinfischbacher Hintertaunus (110,18 km²)
- 303 Idsteiner Senke (82,63 km²)
  - 303.0 Goldener Grund (31,74 km²)
  - 303.1 Idsteiner Grund (24,39 km²)
  - 303.2 Escher Grund (10,19 km²)
  - 303.3 Idsteiner Wald (16,31 km²)
- 304 Westlicher Hintertaunus (469,69 km²)*
  - 304.0 Wispertaunus (132,58 km²)*
  - 304.1 Westlicher Aartaunus (78,20 km²)*
  - 304.2 Bad Schwalbach-Hohensteiner Aartal (20,37+10,67 km²)*
  - 304.3 Östlicher Aartaunus (178,37+3,57 km²)*
  - 304.4 Oberaarmulde (23,83 km²)
  - 304.5 Zorner Hochfläche (22,10 km²)*
  - 304.6 Mittelrheintaunus (nur minimal in Hessen)
  - 304.8 Nastätter Mulde (nur minimal in Hessen)
  - 304.9 Katzenelnbogener Hochfläche (nur minimal in Hessen)
    - 304.90 Dörsbach/Mühlbach-Wasserscheide (nur minimal in Hessen)
    - 304.92 Zentrale Katzenelnbogener Hochfläche (nur minimal in Hessen)
    - 304.93 Schiesheimer Aartalweitung (nur minimal in Hessen)

### 31Gießen-Koblenzer Lahntal
- 311 Limburger Becken (232,48 km²)*
  - 311.0 Nördliches Limburger Becken (75,17 km²)*
    - 311.00 Ahlbacher Bördenplatte
    - 311.01 Elz-Hadamarer Beckenrand
    - 311.02 Schupbach-Hofer Randplatte

  - 311.1 Limburger Lahntal (52,12 km²)*
    - 311.10 Linterer Platte
    - 311.11 Villmarer Bucht
    - 311.12 Runkeler Lahntal
    - 311.13 Limburger Lahntalweitung
    - 311.14 Diezer Pforte

  - 311.2 Südliches Limburger Becken (105,19 km²)*
    - 311.20 Linterer Hochfläche (24,26 km²)*
    - 311.21 Kirberger Hügelland (70,93 km²)*
- 312 Weilburger Lahntalgebiet (62,24 km²)
  - 312.0 Gaudernbacher Platte
  - 312.1 Weilburger Lahntal
    - 312.11 Löhnberger Talweitung
    - 312.12 Weilburg-Aumenauer Lahntal

  - 312.2 Edelsberg-Braunfelser Platten
    - 312.21 Braunfelser Platte
    - 312.22 Edelsberger Platte

### 32Westerwald
- 320 Gladenbacher Bergland (7798,86 km²)*
  - 320.0 Lahn-Dill-Bergland (500,91 km²)*
    - 320.00 Breidenbacher Grund (99,03 km²)*[16]
    - 320.01 Bottenhorner Hochflächen (61,33 km²)
    - 320.02 Schelder Wald (79,33 km²)
    - 320.03 Zollbuche (78,10 km²)
    - 320.04 Hörre (59,75 km²)
    - 320.05 Krofdorf-Königsberger Forst (121,92+1,45 km²)
      - Dünsberg (Singularität; 1,45 km²)

  - 320.1 Gladenbacher Hügelland (231,50 km²)
    - 320.10 Damshäuser Kuppen (66,56 km²)
    - 320.11 Elnhausen-Michelbacher Senke (31,75 km²)
    - 320.12 Salzbödetal (83,87 km²)
    - 320.13 Niederweidbacher Becken (49,32 km²)

  - 320.2 Oberes Lahntal (47,45 km²)*
- 321 Dilltal (171,45 km²)*
  - 321.0 Unteres Dilltal (53,29 km²)
  - 321.1 Oberes Dilltal (mit Dietzhölzetal) (84,24 km²)*
  - 321.2 Struth (33,92 km²)
- 322 Hoher Westerwald (112,83 km²)*
  - 322.0 Westerwälder Basalthochfläche (112,83 km²)*
- 323 Oberwesterwald (344,95 km²)*
  - 323.0 Westerwald-Osthang (Dillwesterwald) (140,53 km²)*
  - 323.1 Oberwesterwälder Kuppenland (87,75 km²)*
  - 323.3 Südoberwesterwälder Hügelland (mit Gaudernbacher Platte) (116,67 km²)*
- 324 Niederwesterwald (7,5 km²)*
  - 324.0 Emsbach-Gelbach-Höhen (7,5 km²)*
    - 324.04 Hochstein-Rücken (7,5 km²)*

### 33Süderbergland(Bergisch-Sauerländisches Gebirge)
Der Autor von Blatt Arolsen, Martin Bürgener, rechnet zusätzlich zu den hiesigen Einheiten den Kellerwald (344) als Teil des Rheinischen Schiefergebirges zum Süderbergland (33).
- 331 Siegerland (0,45 km²)*
  - 331.3 Hellerbergland (0,45 km²)*
    - 331.32 Mittleres Hellertal (0,45 km²)*
- 332 Ostsauerländer Gebirgsrand (524,69 km²)*
  - 332.0 Sackpfeifen-Vorhöhen (mit Wollenberg) (66,54 km²)
  - 332.1 Hinterländer Ederbergland (107,09 km²)*
    - 332.10 Hatzfelder Bergland (58,70 km²)*
    - 332.11 Elbrighäuser Wald (40,51 km²)*
    - 332.12 Battenberger Riegel (7,88 km²)

  - 332.2 Frankenberger Grund (35,43 km²)
  - 332.3 Waldstruth (156,69 km²)*
    - 332.30 Breite Struth (68,35 km²)*
    - 332.31 Sachsenberger Leimestruth (28,27 km²)
    - 332.32 Hessensteiner Wald (20,20 km²)
    - 332.33 Örksche Schweiz (10,94 km²)
    - 332.34 Aarstruth (28,93 km²)*

  - 332.4 Medebacher Bucht (27,13 km²)*
    - 332.41 Hallenberger Hügelland (6,62+0,79 km²)*
    - 332.42 Münder Grund (19,72 km²)*

  - 332.5 Grafschafter Bergland (55,08 km²)*
    - 332.50 Eschenberg-Eisenbergrücken (mit Epper Paß) (15,74 km²)*
    - 332.51 Hardt und Wipperberg (13,06 km²)*
    - 332.52 Grafschafter Kammer (mit Upländer Tor) (17,28 km²)*
    - 332.53 Hohe Rade (9,00 km²)

  - 332.6 (Vorupländer) Adorfer Bucht (69,47 km²)*
    - 332.60 Flechtdorfer Höckerflur (44,84 km²)
    - 332.61 Vorupländer Hügelland (24,63 km²)*
    - 332.62 Adorfer Grund (14,16 km²)

  - 332.7 Diemel-Bergland (7,26 km²)*
    - 332.70 Padberger Schweiz (5,66+1,60 km²)*
- 333 Rothaargebirge (mit Hochsauerland) (161,97 km²)*
  - 333.0 Dill-Lahn-Eder-Quellgebiet (54,87 km²)* 
    - 333.00 Kalteiche (mit Haincher Höhe) (50,31 km²)*
    - 333.01 Ederkopf-Lahnkopf-Rücken (4,56 km²)*

  - 333.2 Wittgensteiner Bergland (2,05+1,83 km²)*
  - 333.3 Sackpfeife (53,24 km²)*
  - 333.5 Winterberger Hochland (34,38 km²)*
    - 333.50 Wilde Struth (13,62 km²)*
    - 333.58 Langenberg (20,76 km²)*

  - 333.8 Hochsauerländer Schluchtgebirge (15,60 km²)*
    - 333.82 Schellhorn- und Treiswald (15,60 km²)*

  - 333.9 Upland (52,25 km²)*
    - 333.90 Inneres Upland (33,89 km²)*
    - 333.91 Vorderupländer Rücken (18,36 km²)*

## Hessisch-Niedersächsisches Bergland

### 34Westhessisches Bergland
Der Autor von Blatt Arolsen, Martin Bürgener, rechnet zusätzlich die Warburger Börde (360) zum Westhessischen Berg- und Senkenland, den Kellerwald (344) jedoch zum Süderbergland (33).
- 340 Waldecker Tafel[17]
  - 3401 Waldecker Gefilde (225,89 km²)*
    - 3401.0 Das Rote Land (51,93 km²)
      - 3401.00 Obermarsberger Hochfläche (32,24+11,29 km²)*
      - 3401.01 Rotenlandsgrund (8,40 km²)*

    - 3401.1 Korbacher Land (173,96 km²)
      - 3401.10 Berndorfer Grund (15,72 km²)
      - 3401.11 Korbacher Ebene (56,20 km²)
      - 3401.12 Goddelsheimer Feld (22,26 km²)
      - 3401.13 Sachsenhäuser Hügelland (79,78 km²)

  - 3402 Waldecker Wald (291,86 km²)
    - 3402.2 Orpewald (46,52 km²)
    - 3402.3 Twister Hügelland (64,08 km²)
    - 3402.4 Arolser Platte (43,55 km²)
    - 3402.5 Langer Wald (80,51 km²)
    - 3402.6 Alter Wald (57,20 km²)
- 341 Ostwaldecker Randsenken (472,34 km²)*
  - 341.0 Mitteldiemelsenke (2,61 km²)*
  - 341.00 Wrexer Diemeltal (2,61 km²)*
  - 341.1 Rhoder Senken (52,98 km²)*
    - 341.10 Schmillinghäuser Grund (5,78 km²)
    - 341.11 Stock (7,24 km²)
    - 341.12 Rhoder Grund (20,29 km²)*
    - 341.13 Quast und Eichholz (11,35+1,55 km²)*
    - 341.14 Volkmarser Graben (6,77 km²)*

  - 341.2 Volkmarser Becken (31,77 km²)
  - 341.3 Wolfhager Hügelland (124,48 km²)
    - 341.30 Ehringer Senke (32,82 km²)
    - 341.31 Elsbergrücken (12,06 km²)
    - 341.32 Elsunger Senke (21,54 km²)
    - 341.33 Altenhasunger Graben (12,51 km²)
    - 341.34 Isthaebene (42,09 km²)
    - 341.35 Isthaberg (2,92+0,54 km²)
      - Isthaberg (Singularität; 0,54 km²)

  - 341.4 Naumburger Senken und Rücken (83,29 km²)
    - 341.40 Ippinghäusergrund (mit Rauenstein) (17,30+0,58 km²)
      - Weidelsberg (Singularität; 0,58 km²)

    - 341.41 Elbergrund (31,37+0,44 km²)
      - Heiligenberg (Singularität; 0,44 km²)

    - 341.42 Elberberger Höhen (26,29 km²)
    - 341.43 Sander Kammer (7,31 km²)

  - 341.5 Wildunger Senke (91,30 km²)
    - 341.50 Netzehügelland (36,46 km²)
    - 341.51 Wegaer Ederaue (21,89 km²)
    - 341.52 Wilde-Hügelland (32,95 km²)
      - 341.52(.) Wilde-Hügelland im engeren Sinne (27,53 km²)
      - 341.520 Braunauer Winkel (5,42 km²)

  - 341.6 Hessenwald (47,85 km²)
  - 341.7 Löwensteiner Grund (38,09 km²)
- 342 Habichtswälder Bergland (208,87 km²)
  - 342.0 Habichtswald (mit Langenberg) (76,18 km²)
    - 342.00 Hoher Habichtswald (38,21 km²)
    - 342.01 Hoofer Pforte (15,62 km²)
    - 342.02 Langenberg (22,35 km²)

  - 342.1 Habichtswälder Senke (40,48 km²)
    - 342.10 Breitenbacher Mulde (11,00 km²)
    - 342.11 Zierenberger Grund (29,48 km²)

  - 342.2 Hinterhabichtswälder Kuppen (34,26 km²)
  - 342.3 Dörnberg und Schreckenberge (18,89 km²)
    - 342.3(.) Dörnberg und Schreckenberge im engeren Sinne (14,14 km²)
    - 342.30 Dörnbergpaß (4,75 km²)

  - 342.4 Malsburger Wald (39,06 km²)
- 343 Westhessische Senke (1037,32 km²)*
  - 343.0 Schwalm (155,29 km²)
    - 343.00 Schwalmgrund (17,83 km²)
    - 343.01 Wasenberger Terrassen (75,75 km²)
    - 343.02 Alsfelder Mulde (61,71 km²)

  - 343.1 Landsburger Senke (150,80 km²)
    - 343.10 Trockenerfurther Gefilde (12,53 km²)
    - 343.11 Landsburger Grund (36,20 km²)
    - 343.12 Frielendorfer Hügelland (77,78 km²)
    - 343.13 Borkener Becken (24,29 km²)

  - 343.2 Hessengau (257,47 km²)
    - 343.20 Homberger Bucht (42,02 km²)
    - 343.21 Waberner Ebene (70,98 km²)
      - 343.210 Schwalmaue (22,43 km²)
      - 343.211 Fritzlarer Ederflur (48,55 km²)

    - 343.22 Großenengliser Platte (18,38 km²)
    - 343.23 Fritzlarer Börde (96,37 km²)
    - 343.24 Gudensberger Kuppenschwelle (29,72 km²)

  - 343.3 Kasseler Becken (274,02 km²)*
    - 343.3 Kasseler Becken im engeren Sinne (250,62 km²)*
    - 343.30 Kasseler Fuldaaue (17,49 km²)

  - 343.31 Kasseler Graben (5,91 km²)
  - 343.4 Hofgeismarer Rötsenke (138,45 km²)*
  - 343.5 Nordhabichtswälder Vorland (61,29 km²)
    - 343.50 Westuffelner Senke (31,77 km²)
    - 343.51 Langen- und Staufenbergplatte (29,52 km²)
- 344 Kellerwald (345,91 km²)
  - 344.0 Hoher Kellerwald (53,07 km²)
    - 344.00 Jeust und Keller (40,87 km²)
    - 344.01 Löwensteiner Berge (12,20 km²)

  - 344.1 Mittelkellerwald (70,26 km²)
  - 344.2 Wildunger Bergland (64,51 km²)
  - 344.3 Große Hardt (40,78 km²)
  - 344.4 Ederseetrog (Herzhausen-Hemfurther Edertal) (62,91 km²)
  - 344.5 Niederkellerwald (54,38 km²)
    - 344.50 Frankenauer Flur (21,46 km²)
    - 344.51 Lotheimer Täler (22,90 km²)
    - 344.52 Höhnscheid (10,02 km²)
- 345 Burgwald (494,28 km²)
  - 345.0 Wetschaft-Senke (121,61 km²)
  - 345.1 Nördlicher Burgwald (204,79 km²)
  - 345.2 Südlicher Burgwald (49,64 km²)
  - 345.3 Wohratal (38,26 km²)
  - 345.4 Buntstruth (22,98 km²)
  - 345.5 Frankenberger Oberland (57,00 km²)
    - 345.50 Bottendorfer Flur (26,40 km²)
    - 345.51 Geismarer Platte (30,60 km²)
      - 345,51(.) Geismarer Platte im engeren Sinne (21,63 km²)
      - 345.510 Hauberner Hecke (8,97 km²)
- 346 Oberhessische Schwelle (448,62 km²)
  - 346.0 Gilserberger Höhen (164,97 km²)
  - 346.1 Neustädter Sattel (84,49 km²)
  - 346.2 Nördliches Vogelsberg-Vorland (199,16 km²)
- 347 Amöneburger Becken (137,02 km²)
  - 347.0 Ohmsenke (71,03+4,6 km²)
    - Amöneburg (Singularität; 4,6 km²)

  - 347.1 Ebsdorfer Grund (61,39 km²)
- 348 Marburg-Gießener Lahntal (393,85 km²)
  - 348.0 Marburger Bergland (139,92 km²)
    - 358.00 Marburger Rücken (27,86 km²)
    - 348.01 Lahnberge (46,61 km²)
    - 348.02 Marburger Lahntalsenke (65,45 km²)

  - 348.1 Gießener Becken (253,93 km²)
    - 348.10 Gießener Lahntalsenke (145,91+0,48+0,28 km²)
      - Vetzberg (Singularität; 0,48 km²)
      - Gleiberg (Singularität; 0,28 km²)

    - 348.11 Großlindener Hügelland (107,26 km²)
- 349 Vorderer Vogelsberg (568,38 km²)
  - 349.0 Lumda-Plateau  (322,65 km²)
  - 349.1 Ohmtal (68,14 km²)
  - 349.2 Gießener Landrücken (92,20 km²)
  - 349.3 Laubacher Hügelland (85,39 km²)

### 35Osthessisches Bergland
- 350 Unterer Vogelsberg (1245,56 km²)
  - 350.1 Nördlicher Unterer Vogelsberg (69,61 km²)
  - 350.2 Nordwestlicher Unterer Vogelsberg (154,63 km²)
  - 350.3 Östlicher Unterer Vogelsberg (245,32 km²)
  - 350.4 Westlicher Unterer Vogelsberg (387,72 km²)
  - 350.5 Südlicher Unterer Vogelsberg (259,32 km²)
  - 350.6 Gieseler Forst (128,96 km²)
- 351 Hoher Vogelsberg (327,21 km²)
  - 351.0 Westlicher Hoher Vogelsberg (136,47 km²)
  - 351.1 Östlicher Hoher Vogelsberg (153,72 km²)
  - 351.2 Oberwald (37,02 km²)
- 352 Fuldaer Senke (294,22 km²)
  - 352.0 Fliedetal (57,85 km²)
    - 352.00 Fliedener Becken (42,19 km²)
    - 352.01 Kerzeller Fliedetal (15,66 km²)

  - 352.1 Fuldaer Becken (112,94 km²)
  - 352.2 Großenlüder-Lauterbacher Graben (123,43 km²)
- 353 Vorder- und Kuppenrhön (mit Landrücken) (878,26 km²)
  - 353.0 Landrücken (57,30 km²)
  - 353.1 Westliches Rhönvorland (176,70 km²)*
  - 353.2 Kuppenrhön (644,26 km²)*
    - 353.20 Brückenauer Kuppenrhön (79,06 km²)*
    - 353.21 Milseburger Kuppenrhön (297,04 km²)*
    - 353.22 Soisberger Kuppenrhön (196,38 km²)*
    - 353.23 Mittleres Ulstertal (37,93+1,76 km²)*
    - 353.24 Auersberger Kuppenrhön (32,09 km²)*
- 354 Hohe Rhön (79,76 km²)*
  - 354.0 Südliche Hohe Rhön (12,30 km²)*
    - 354.00 Dammersfeldrücken (12,30 km²)*

  - 354.1 Hochrhön (67,46 km²)*
    - 354.10 Wasserkuppenrhön (39,10 km²)*
    - 354.11 Lange Rhön (19,16 km²)*
    - 354.13 Oberes Ulstertal (9,20 km²)
- 355 Fulda-Haune-Tafelland (834,90 km²)
  - 355.0 Ottrauer Bergland  (252,34 km²)
  - 355.1 Schlitzer Land  (140,88 km²)
  - 355.2 Kämmerzell-Hersfelder Fuldatal (100,48 km²)
    - 355.20 Kämmerzell-Asbacher Fuldatal (87,62 km²)
    - 355.21 Hersfelder Senke (12,86 km²)

  - 355.3 Haune-Hochflächen (246,31 km²)
    - 355.30 Rombach-Hochflächen (154,15 km²)
    - 355.31 Haunetal (91,16 km²)
      - 355.310 Oberes Haunetal (15,42 km²)
      - 355.311 Hünfelder Becken (31,33 km²)
      - 355.312 Unteres Haunetal (44,41 km²)

    - 355.32 Buchenauer Hochfläche (72,71+1,00 km²)
      - Stoppelsberg (Singularität; 1,00 km²)

  - 355.4 Kirchheimer Bergland (93,76+1,13 km²)
    - Mühlbacher Aufbruch (Singularität; 1,13 km²)
- 356 Knüll-Hochland (362,82 km²)
  - 356.0 Westliches Knüllvorland (158,76 km²)
  - 356.1 Östliches Knüllvorland (69,76 km²)
  - 356.2 Hochknüll  (47,66 km²)
  - 356.3 Homberger Hochland (86,64 km²)
- 357 Fulda-Werra-Bergland (1554,12 km²)*
  - 357.0 Neuenstein-Ludwigsecker Höhenzug (246,63 km²)
    - 357.00 Rotenburg-Ludwigsecker Wald (204,62+0,62 km²)
      - Atzelstein (Singularität; 0,62 km²)
      - Haukuppe (laut Blatt Fulda Singularität, nach Klausing nicht)

    - 357.01 Wichtetal (9,75 km²)
    - 357.02 Eichelsberg (11,41 km²)
    - 357.03 Melgershäuser Höhen (20,23 km²)

  - 357.1 Bebra-Melsunger Fuldatal (142,63 km²)
    - 357.10 Friedlos-Mecklarer Fuldatal (12,97 km²)
    - 357.11 Bebraer Becken (29,79 km²)
    - 357.12 Rotenburger Fuldatal (48,41 km²)
    - 357.13 Melsunger Fuldatal (51,46 km²)

  - 357.2 Solztrotten- und Seulingswald (236,89 km²)*
    - 357.20 Seulingswald (117,88 km²)*
    - 357.21 Solztrottenwald (104,98 km²)*
    - 357.22 Nesselröder Mulde (14,03 km²)*

  - 357.3 Sontraer Hügelland (112,84 km²)
    - 357.30 Ibaer Hügelland (23,43 km²)
    - 357.31 Sontraer Land (70,07 km²)
    - 357.32 Schemmerbachgrund (19,34 km²)

  - 357.4 Stölzinger Bergland (Stölzinger Gebirge) (196,69 km²)
    - 357.40 Haselbach-Bebra-Bergland (61,78 km²)
    - 357.41 Stolzhäuser Rücken (90,25+0,51 km²)
      - Alheimer (Singularität; 0,51 km²)

    - 357.42 Vockeroder Bergland (mit Katzenstirn) (44,15 km²)

  - 357.5 Witzenhausen-Altmorschener Talung (117,25 km²)
    - 357.50 Spangenberger Senke (19,73 km²)
    - 357.51 Hessisch-Lichtenauer Becken (33,79 km²)
    - 357.52 Velmeder Tal (19,81 km²)
    - 357.53 Rommeroder Hügelland (19,17 km²)
    - 357.54 Waldkappeler Wehretal (24,75 km²)

  - 357.6 Melsunger Bergland (mit Günsteröder Höhe) (98,35 km²)
  - 357.7 Kaufunger Wald und Söhre (210,20 km²)*
    - 357.70 Söhre (117,54 km²)
      - 357.70(.) Söhre im engeren Sinne
      - 357.700 Hirschberg

    - 357.71 Kaufunger-Wald-Hochfläche (Vorderer Kaufunger Wald) (64,75 km²)*
    - 357.72 Hinterer Kaufunger Wald (27,91 km²)*

  - 357.8 Meißnergebiet (64,95 km²)
    - 357.80 Nördliche Meißnervorberge (16,88 km²)
    - 357.81 Hoher Meißner (31,58 km²)
    - 357.82 Finkenberg-Dachsberg-Zug (16,49 km²)

  - 357.9 Sontra-Bergland (mit Schlierbachswald) (127,69 km²)*
    - 357.90 Hosbach-Sontra-Bergland (80,63 km²)
    - 357.91 Schlierbachswald (47,06 km²)*
- 358 Unteres Werrabergland (323,96 km²)*
  - 358.0 Unterwerrasattel (92,84 km²)
    - 358.00 Kleinalmeroder Hügelland (13,50 km²)
    - 358.01 Unteres Gelstertal (3,81 km²)
    - 358.02 Soodener Bergland (44,47 km²)
    - 358.03 Meißnervorland (31,06 km²)

  - 358.1 Treffurt-Wanfrieder Werratal (24,87 km²)*
  - 358.2 Eschweger Becken (90,12 km²)
    - 358.20 Schwebda-Jestädter Werraaue (22,52 km²)
    - 358.21 Eschweger Hügelland (33,41+0,88+0,68 km²)
      - Leuchtberge (Singularität; 0,88 km²)
      - Blaue Kuppe (Singularität; 0,68 km²)

    - 358.22 Wehreniederung (5,60 km²)
    - 358.23 Weidenhäuser Hügelland (19,34 km²)
    - 358.24 Wernersbergzug (7,69 km²)

  - 358.3 Sooden-Allendorfer Werratal (23,93 km²)*
    - 358.30 Albunger Werratal (6,57 km²)
    - 358.31 Allendorfer Weitung (11,15 km²)*
    - 358.32 Lindewerra-Werleshäuser Schlingen (6,21 km²)*

  - 358.4 Witzenhausen–Hedemündener Werratal (22,54 km²)*
  - 358.5 Rosoppe-Frieda-Bucht (30,94 km²)*
    - 358.50 Rosoppe-Frieda-Hügelland (13,43 km²)*
    - 358.52 Südliches Gobertvorland (17,51 km²)

  - 358.6 Höheberg (2,35 km²)*
  - 358.8 Neuseesen-Werleshäuser Höhen (9,90 km²)*
  - 358.9 Sandwald (26,43 km²)*
- 359 Salzunger Werrabergland (61,89 km²)*
  - 359.0 Stadtlengsfelder Hügelland (0,94 km²)*
    - 359.01 Unteres Ulstertal (0,88+0,06 km²)*

  - 359.1 Salzungen-Herleshausener Werratal (45,43 km²)*
    - 359.11 Dorndorf-Heringer-Werratal (16,39+0,10 km²)*
    - 359.12 Berkaer Becken (13,1+8,43+2,68 km²)*
    - 359.13 Neustädt-Hörscheler Werratal (4,73 km²)*

  - 359.2 Frauenseer Hügelland (15,52 km²)

### 36Oberes Weserbergland
Der Autor von Blatt Arolsen, Martin Bürgener, rechnet das Borgentreicher Land als 360.0 Große Börde zur Warburger Börde und diese zum Westhessischen Berg- und Senkenland.
- 360 Warburger Börde (51,82 km²)*
  - 360.1 Diemelbörde (25,52 km²)*
  - 360.2 Steigerplatte  (24,71+1,00+0,59 km²)*
- 361 Oberwälder Land (91,74 km²)* 
  - 361.0 Brakeler Kalkgebiet (91,74 km²)*
    - 361.02 Beverplatten (91,74 km² inklusive 361.10)*

  - 361.1 Borgentreicher Land (minimaler Anteil, siehe 361.02)
    - 361.10 Borgentreicher Börde (minimaler Anteil, siehe 361.02)

### 37Weser-Leine-Bergland
- 370 Solling, Bramwald und Reinhardswald (326,53 km²)*
  - 370.1 Kuppiger Solling (17,01+3,13 km²)*
  - 370.2 Uslarer Becken (8,28 km²)*
  - 370.3 Weserdurchbruchstal (65,39 km²)*
  - 370.4 Reinhardswald (219,45 km²)
  - 370.6 Mündener Fulda-Werra-Talung (13,27 km²)*
- 371 Sollingvorland (8,64 km²)* 
  - 371.1 Südliches Sollingvorland (8,64 km²)*
    - 371.15 Dransfelder Hochflächen (7,75+0,89 km²)*
- 372 Leine-Ilme-Senke (11,36 km²)*
  - 372.6 Groner Flachhänge (Göttinger Leinegraben, Westflügel) (1,09 km²)*
  - 372.7 Oberer Leinegraben (10,27 km²)*
    - 372.70 Eichenberg-Hohenganderner Hänge und Keuperhügel (10,27 km²)*

## Thüringer Becken (mit Randplatten)

### 47/48 Thüringer Becken (mit Randplatten)
- 483 Nordwestliche Randplatten des Thüringer Beckens (Ringgau, Hainich, Obereichsfeld und Dün, Hainleite) (125,12 km²)*
  - 483.1 Allendorfer Wald (11,33 km²)*
    - 483.10 Gobert (Goburg) (11,33 km²)*

  - 483.2 Westliches Obereichsfeld (7,79 km²)*
    - 483.22 Wanfrieder Werrahöhen (7,79 km²)*

  - 483.4 Ringgau (106,00 km²)*
    - 483.40 Südliche Ringgauvorberge (11,75 km²)[18]
    - 483.41 Südlicher Ringgau (68,88 km²)*
    - 483.42 Netra-Ifta-Talung (10,44 km²)*
    - 483.43 Nördlicher Ringgau (14,93 km²)*